# دي آي إيه
دي آي إيه هي فرقة فتيات كورية جنوبية تأسست من قبل شركة إم بي كي إنترتينمنت في 2015.